# Heaven (canción de Depeche Mode)
«Heaven» (en español, Cielo) es el quincuagésimo disco sencillo del grupo inglés de música electrónica Depeche Mode, el primero desprendido de su tredécimo álbum, Delta Machine,
 publicado en febrero de 2013 dándolo a conocer además en su versión audiovisual en esa misma fecha.
Heaven es un tema escrito por Martin Gore, mientras como lado B aparece el tema All That's Mine, del cantante David Gahan y Kurt Uenala.

## Descripción
"Heaven" es una triste balada sentada en un sonido blues. De un modo, recuerda al clásico de 1993 Condemnation aunque basado en un sonido menos gospel y más clasicista, conducido por lo que pareciera una pianola, que sólo es una notación muy grave del sintetizador o piano, y con acompañamiento de bajo para emular la notación anticuada como de un contrabajo.
La letra es bastante onírica, como el propio título, un tema dedicado de amor triste y pesaroso en que se hace una alegoría del sacrificio y la experiencia a la que lleva el sentimiento, como "subir al cielo".

## Formatos

### En CD
| CD Columbia/Mute Heaven |                                          |          |  |
| N.º                     | Título                                   | Duración |  |
| 1.                      | «Heaven» (versión del álbum)             | 4:07     |  |
| 2.                      | «All That's Mine» (Deluxe album version) | 3:22     |  |

| Maxi CD Columbia/Mute Heaven |                                         |          |  |
| N.º                          | Título                                  | Duración |  |
| 1.                           | «Heaven»                                | 4:03     |  |
| 2.                           | «Heaven» (Owlle Remix)                  | 4:48     |  |
| 3.                           | «Heaven» (Steps to Heaven Rmx)          | 6:07     |  |
| 4.                           | «Heaven» (Blawan Remix)                 | 5:43     |  |
| 5.                           | «Heaven» (Matthew Dear vs Audion Remix) | 5:59     |  |

| CD grabable Columbia Heaven (Freemasons Mixes) |                                     |          |  |
| N.º                                            | Título                              | Duración |  |
| 1.                                             | «Heaven» (Freemasons Club Mix)      | 8:15     |  |
| 2.                                             | «Heaven» (Freemasons Dub)           | 7:14     |  |
| 3.                                             | «Heaven» (Freemasons Radio version) | 3:50     |  |

### En disco de vinilo
12 pulgadas Columbia/Mute  Heaven
| Lado A |                        |          |  |
| N.º    | Título                 | Duración |  |
| 1.     | «Heaven» (Blawan Dub)  | 7:15     |  |
| 2.     | «Heaven» (Owlle Remix) | 4:49     |  |

| Lado B |                                                     |          |  |
| N.º    | Título                                              | Duración |  |
| 1.     | «Heaven» (Steps to Heaven Voxdub)                   | 6:13     |  |
| 2.     | «Heaven» (Matthew Dear vs. Audion Instrumental Mix) | 6:11     |  |

## Video promocional
El vídeo de Heaven fue dirigido por Timothy Saccenti, quien previamente dirigió poco antes el collage para el tema Angel, presentado en la conferencia de prensa en París donde se anunció la gira 2013 del grupo.
El vídeo filmado en The Marigny Opera House, en el suburbio conocido como Faubourg Marigny de Nueva Orleans, muestra a la banda tocando en un amplio recinto cerrado, como cuarteto, con David Gahan cantando, el baterista Christian Eigner haciendo lo propio, Martin Gore en la guitarra y Andrew Fletcher en una pianola, mezclados con imágenes oníricas que, de algún modo, recuerdan personajes de ópera prevaleciendo el color negro con detalles en blanco, si bien todo el corto es a color. Es la cuarta ocasión que Christian Eigner aparece con el grupo en un vídeo.
El conjunto de imágenes hace una leve referencia a temas sacros, después de todo el título del tema en español es “Cielo”.
El vídeo se incluye en Video Singles Collection de 2016.
Adicionalmente, para la gira Delta Machine Tour el tema fue interpretado con una proyección de fondo realizada por el director holandés largamente asociado a Depeche Mode, Anton Corbijn.

## En directo
El tema estuvo presente en todas las fechas de la gira Delta Machine Tour, siempre como el número once en aparecer, en una interpretación muy similar a su versión del álbum dado su producción poco complicada, con el piano interpretado por Peter Gordeno mediante sintetizador, quien domina esencialmente el teclado. Posteriormente se retomó para el último tercio del Memento Mori World Tour, interpretada por Martin Gore, en una versión aún más sentada en su forma acústica, pues se realizaba solo con teclado por Gordeno, sin ningún tipo de acompañamiento adicional.

## Posicionamiento en listas
| Lista (2013)                                  | Mejor posición |
| --------------------------------------------- | -------------- |
| Alemania (Offizielle Deutsche Charts)         | 2              |
| Austria (Ö3 Austria Top 40)                   | 22             |
| Bélgica (Flandes) (Ultratop 50)               | 50             |
| Bélgica (Valonia) (Ultratop 50)               | 12             |
| Dinamarca (Tracklisten)                       | 27             |
| España (Top 100 Canciones)                    | 11             |
| Estados Unidos (Alternative Airplay)          | 33             |
| Estados Unidos (Hot Rock & Alternative Songs) | 43             |
| Estados Unidos (Hot Dance Club Songs)         | 1              |
| Francia (SNEP)                                | 27             |
| Hungría (Single Top 40)                       | 1              |
| Irlanda (IRMA)                                | 84             |
| Italia (Musica e Dischi)                      | 33             |
| Países Bajos (Mega Single Top 100)            | 95             |
| Reino Unido (The Official Charts Company)     | 60             |
| Suiza (Schweizer Hitparade)                   | 18             |

### Sucesión en listas
| Predecesor: «Beam Me Up (Kill-Mode)» de Cazzette | Hot Dance Club Songs — Sencillo Nro 1 13 de abril de 2013 — 20 de abril de 2013 | Sucesor: «Hold Me» de Ono con Dave Audé |